# Rhinoderma rufum
La Ranita Chilena de Darwin o Sapo Vaquero (Rhinoderma rufum) es una especie de anfibio anuro, probablemente extinta, endémica de Chile y perteneciente al género Rhinoderma al cual también pertenece la Ranita de Darwin (Rhinoderma darwinii). Esta especie de rana presenta una forma inusual de cuidado paternal, donde los renacuajos pasan parte de su desarrollo en el saco vocal de su padre. Pero a diferencia de R. darwinii, los renacuajos dejan el saco vocal de su padre aún sin haber terminado su desarrollo, pues presentan pequeñas colas. Otra diferencia respecto a  R. darwinii es la membrana interdigital de las extremidades posteriores, la cual se encuentra bien desarrollada y presente entre cada uno de los dedos. Habita o habitaba desde San Fernando hasta la Provincia de Arauco.